# 6459 Hidesan
6459 Hidesan è un asteroide della fascia principale. Scoperto nel 1992, presenta un'orbita caratterizzata da un semiasse maggiore pari a 3,0234087 UA e da un'eccentricità di 0,0983536, inclinata di 10,58889° rispetto all'eclittica.